# Il postino (amami uomo)
Il postino (amami uomo) è un brano musicale scritto dal cantautore italiano Renzo Rubino e Andrea Rondini (coautore del testo), interpretato dallo stesso Rubino. Il brano ha partecipato al Festival di Sanremo 2013 classificandosi terzo nella classifica complessiva della sezione Giovani (primo nelle preferenze al televoto, ultimo fra i 4 finalisti secondo la giuria di qualità).

## Il brano
Il testo tratta di una storia d'amore tra due uomini.
L'ispirazione per il brano è venuta al cantautore da Cinzia Otherside, personaggio del fumetto Rat-Man: è un uomo che decide di lasciare il suo lavoro di postino per diventare la prostituta transessuale Cinzia.

## Tracce
Download digitale
Testi di Renzo Rubino, Andrea Rodini, musiche di Renzo Rubino; edizioni musicali Warner Music.
1. Il postino (amami uomo) – 3:45

## Riconoscimenti
- 2013 - Premio della Critica del Festival della canzone italiana "Mia Martini" (sezione Giovani)

## Classifiche
| Classifica (2013) | Posizione massima |
| ----------------- | ----------------- |
| Italia            | 34                |